# 喀拉拜勒镇
喀拉拜勒镇，是中华人民共和国新疆维吾尔自治区图木舒克市下辖的一个乡镇级行政单位。

## 行政区划
喀拉拜勒镇下辖以下地区：
喀拉拜勒社区、林管站生活区、渔业公司生活区、北闸水管站生活区、南闸水管站生活区。